# Yari Montella
Yari Montella (Oliveto Citra, 5 gennaio 2000) è un pilota motociclistico italiano, campione europeo Moto2 nel 2020.

## Carriera
L'esordio di Yari Montella avviene nel 2013 nel campionato Italiano Velocità Sport Production (Coppa Italia 250). Termina la stagione al sesto posto in classifica con un bottino finale di due pole position, un secondo posto e due terzi posti.
Nel 2014 corre nel CIV, nella categoria SP 250. Montella vince il campionato mettendo a segno 5 Pole e 4 vittorie su 5 gare. Grazie a questo successo, viene premiato con il premio Casco d'oro. La carriera di Montella continua nella categoria Moto3 del CIV, dove esordisce nel 2015, conclude la stagione all'undicesimo posto. Nel 2016 debutta nel CEV Moto3, correndo sulla Honda NSF250R del team SIC 58 Squadra Corse di Paolo Simoncelli. Il pilota campano conclude la stagione al 18º posto in classifica con 23 punti conquistati.
Nel 2018 debutta nel motomondiale, nella classe Moto3, partecipando come wild card al Gran Premio di San Marino per il team SIC58 Squadra Corse, mentre in Australia corre sempre per lo stesso team, sostituendo l'infortunato Niccolò Antonelli. Nel 2019 corre nel CEV Moto2, valido come campionato europeo, sulla Speed Up del team Ciatti. Il compagno di squadra è Tommaso Marcon. Montella conquista due terzi posti e chiude la stagione al settimo posto in classifica. L'anno successivo rimane nello stesso team e ottiene il titolo di campione europeo Moto2 con una gara di anticipo, grazie a 6 vittorie di fila e 2 secondi posti su 11 gare disputate.
Nel 2021 passa a gareggiare nel campionato mondiale Moto2 alla guida della Boscoscuro del team Speed Up. Il compagno di squadra è Jorge Navarro. In questa stagione è costretto a saltare i Gran Premi di Francia, Italia, Catalogna, Germania e Olanda a causa della frattura del polso destro rimediata nelle prove libere del GP di Francia. All'indomani del Gran Premio di San Marino viene annunciata la risoluzione consensuale del contratto con il team. Non ottiene punti in stagione. Passa quindi a gareggiare nel campionato mondiale Supersport, in qualità di pilota sostitutivo, con una Yamaha YZF-R6 del team GMT94, con cui disputa il Gran Premio di Portimão. Ottiene punti in entrambe le gare classificandosi ventitreesimo nella classifica del mondiale.
Nel 2022 è pilota titolare nel mondiale Supersport, alla guida di una Kawasaki ZX-6R del team Puccetti Racing il compagno di squadra è Can Öncü. In occasione del Gran Premio d'Australia, vince gara1, conquistando il primo ed unico successo stagionale per Kawasaki. Chiude il campionato al settimo posto. Nel 2023 continua a gareggiare nel mondiale Supersport trasferendosi al team Barni Racing alla guida di una Panigale V2. Con cinque piazzamenti a podio e 145 punti chiude al nono posto in classifica piloti. Contestualmente al mondiale e con la stessa squadra prende parte, in qualità di pilota wild card, al primo e all'ultimo Gran Premio del campionato Italiano Supersport dove ottiene due vittorie. Stessa compagine anche nel 2024 anno in cui contende per il titolo, con sette vittorie chiude al terzo posto in campionato.

## Risultati in gara

### Motomondiale
| 2018 | Classe | Moto  |  |  |  |  |  |  |  |  |  |  |  |  |    |  |  |  |    |  |  | Punti | Pos. |
| ---- | ------ | ----- |  |  |  |  |  |  |  |  |  |  |  |  | -- |  |  |  | -- |  |  | ----- | ---- |
| 2018 | Moto3  | Honda |  |  |  |  |  |  |  |  |  |  |  |  | 19 |  |  |  | 16 |  |  | 0     |      |

| 2021 | Classe | Moto       |    |    |     |    |    |     |     |     |     |    |     |  |  |     |  |  |  |  |  | Punti | Pos. |
| ---- | ------ | ---------- | -- | -- | --- | -- | -- | --- | --- | --- | --- | -- | --- |  |  | --- |  |  |  |  |  | ----- | ---- |
| 2021 | Moto2  | Boscoscuro | 20 | 18 | Rit | 20 | NP | Inf | Inf | Inf | Inf | 24 | Rit |  |  | Rit |  |  |  |  |  | 0     |      |

| Legenda | 1º posto        | 2º posto            | 3º posto            | A punti      | Senza punti        | Grassetto – Pole position Corsivo – Giro più veloce |
| Legenda | Gara non valida | Non qual./Non part. | Ritirato/Non class. | Squalificato | '-' Dato non disp. | Grassetto – Pole position Corsivo – Giro più veloce |

### Campionato mondiale Supersport
| 2021 | Moto   |  |  |  |  |  |  |  |  |  |  |  |  |  |  |  |  |  |  |    |   |  |  |  |  | Punti | Pos. |
| ---- | ------ |  |  |  |  |  |  |  |  |  |  |  |  |  |  |  |  |  |  | -- | - |  |  |  |  | ----- | ---- |
| 2021 | Yamaha |  |  |  |  |  |  |  |  |  |  |  |  |  |  |  |  |  |  | 10 | 6 |  |  |  |  | 16    | 23º  |

| 2022 | Moto     |     |   |    |   |   |   |   |   |   |     |     |     |   |    |    |   |    |     |   |     |   |   |   |   | Punti | Pos. |
| ---- | -------- | --- | - | -- | - | - | - | - | - | - | --- | --- | --- | - | -- | -- | - | -- | --- | - | --- | - | - | - | - | ----- | ---- |
| 2022 | Kawasaki | Rit | 7 | 12 | 9 | 6 | 4 | 6 | 7 | 4 | Rit | Rit | Rit | 5 | 10 | 13 | 8 | 13 | Rit | 7 | Rit | 5 | 5 | 1 | 5 | 171   | 7º   |

| 2023 | Moto   |     |    |     |     |   |     |    |    |   |     |   |   |   |   |     |     |   |   |   |   |     |   |     |    | Punti | Pos. |
| ---- | ------ | --- | -- | --- | --- | - | --- | -- | -- | - | --- | - | - | - | - | --- | --- | - | - | - | - | --- | - | --- | -- | ----- | ---- |
| 2023 | Ducati | Rit | NP | Inf | Inf | 8 | Rit | 11 | 16 | 5 | Rit | 3 | 2 | 5 | 3 | Rit | Rit | 6 | 8 | 3 | 8 | Rit | 3 | Rit | NP | 145   | 9º   |

| 2024 | Moto   |   |   |   |   |     |   |   |   |   |   |   |   |   |   |   |   |   |     |   |   |   |     |   |   | Punti | Pos. |
| ---- | ------ | - | - | - | - | --- | - | - | - | - | - | - | - | - | - | - | - | - | --- | - | - | - | --- | - | - | ----- | ---- |
| 2024 | Ducati | 1 | 1 | 4 | 4 | Rit | 7 | 2 | 2 | 3 | 2 | 4 | 3 | 1 | 1 | 6 | 1 | 3 | Rit | 4 | 1 | 1 | Rit | 2 | 8 | 382   | 3º   |

| Legenda | 1º posto        | 2º posto            | 3º posto           | A punti      | Senza punti        | Grassetto – Pole position Corsivo – Giro più veloce |
| Legenda | Gara non valida | Non qual./Non part. | Ritirato/Non class | Squalificato | '-' Dato non disp. | Grassetto – Pole position Corsivo – Giro più veloce |

### Campionato mondiale Superbike
| 2025 | Moto   |     |   |   |     |    |    |     |   |    |    |    |    |   |    |   |   |     |     |     |    |    |   |     |    |  |  |  |  |  |  |  |  |  |  |  |  |  |  |  |  |  |  | Punti | Pos. |
| ---- | ------ | --- | - | - | --- | -- | -- | --- | - | -- | -- | -- | -- | - | -- | - | - | --- | --- | --- | -- | -- | - | --- | -- |  |  |  |  |  |  |  |  |  |  |  |  |  |  |  |  |  |  | ----- | ---- |
| 2025 | Ducati | Rit | 8 | 9 | Rit | 17 | 10 | Rit | 8 | 13 | 14 | 14 | 16 | 8 | 11 | 8 | 8 | Rit | Rit | Rit | 15 | 14 | 7 | Rit | 10 |  |  |  |  |  |  |  |  |  |  |  |  |  |  |  |  |  |  | 63    |      |

| Legenda | 1º posto        | 2º posto            | 3º posto           | A punti      | Senza punti        | Grassetto – Pole position Corsivo – Giro più veloce |
| Legenda | Gara non valida | Non qual./Non part. | Ritirato/Non class | Squalificato | '-' Dato non disp. | Grassetto – Pole position Corsivo – Giro più veloce |